# المشاركة النسائية السعودية في الألعاب الأولمبية الصيفية
انطلقت الألعاب الأولمبية الصيفية لأول مرة عام 1896 في أثينا، لكن مشاركة السعودية في الألعاب قد تأخرت 76 عامًا حتى دورة 1972 في ميونخ. أما الظهور النسائي فبدأ بعد ذلك بأربعين عامًا، أي بعد انطلاق الألعاب لأول مرة ب116 عامًا، حيث مُثِّلت المرأة السعودية لأول مرة في الأولمبياد في دورة لندن 2012 بمشاركة العداءة سارة عطار ولاعبة الجودو وجدان شهرخاني.
تفرض السعودية قيودًا كبيرة على ممارسة السيدات للرياضة في البلاد، لكنها لا تحظر مشاركة النساء في الأولمبياد. وفي يونيو 2010، أعلنت اللجنة الأولمبية الدولية أنها ستضغط على السعودية (بالإضافة إلى قطر وبروناي) للدفع بالنساء للمشاركة في أولمبياد 2012 لأول مرة. وقد اقترحت أنيتا ديفرانتز رئيسة لجنة المرأة والرياضة في اللجنة الأولمبية الدولية أن تُحظر الدولة من المشاركة في الأولمبياد حتى توافق على إرسال النساء للألعاب. وفي يوليو 2010، أعلنت قطر أنها ستُشرك النساء في وفدها المشارك في أولمبياد 2012، وعليها زاد الضغط على السعودية لتحذو حذوها. وأوضحت البي بي سي أن أولمبياد لندن 2012 قد تشهد الظهور النسائي السعودي الأول في تاريخ الأولمبياد، وفي حالة عدم حدوث ذلك، فمن المرجح أن تحرم المملكة من المشاركة في الأولمبياد.
في نوفمبر 2011، أعلنت قناة العربية أن السعودية تخطط لإشراك فريق فروسية نسائي في أولمبياد 2012 بلندن لتجنب حظرها من المشاركة في الأولمبياد. وأشارت إيمانيولي مورو، المتحدثة الرسمية باسم اللجنة الأولمبية الدولية، أن اللجنة لن تفرض على السعودية التمثيل النسائي في أولمبياد لندن، موضّحةً أن اللجنة لن تحذّر ولن تفرض مواعيد نهائية لكنها ستؤثر أن يتحقق الكثير من خلال الحوار.

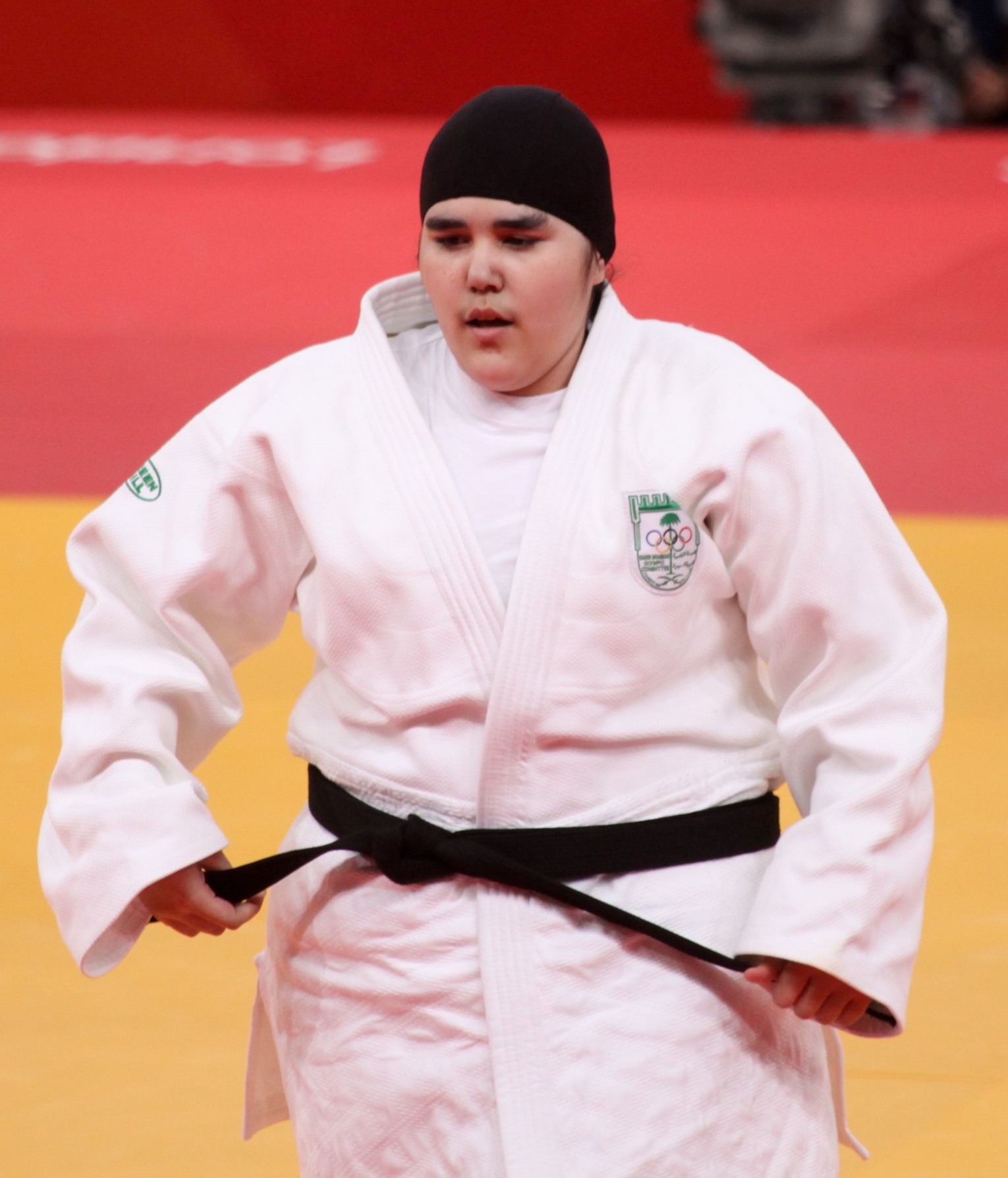
وجدان شهرخاني في أولمبياد لندن 2012

أعلنت السعودية في أواخر يونيو 2012 أنها ستسمح بمشاركة النساء، وأن اللجنة الأولمبية السعودية ستشرف على الرياضيات اللاتي سيستطعن التأهل. في ذلك الحين، كانت دلما ملحس هي السعودية الوحيدة على المستوى الأولمبي، مما يجعلها المرشحة الوحيدة لتمثيل السعودية في الألعاب. وقد وصفت البي بي سي هذا القرا بأنه خطوة هائلة وتحول كبير أمام أولئك الذين يعارضون أي دور عام للنساء. كما أشارت لأن هذا التغير قد قاده الملك عبد الله، والذي سعى لدفع المراة لتلعب دورًا أكبر وأكثر نشاطًا في المجتمع السعودي. اعتذرت دلما لاحقًا عن المشاركة في أولمبياد لندن نتيجة إصابة جوادها، وأنها تتمنى المشاركة في الألعاب التالية عام 2016. وفي يوليو من العام ذاته، أعلنت اللجنة الأولمبية الدولية أن نساء السعودية سيشاركن لأول مرة في الأولمبياد في دورة 2012، وذلك من خلال رياضيّتين، لاعبة الجودو وجدان شهرخاني والعداءة سارة عطار.

## لندن 2012
ضمّت بعثة السعودية المشاركة في أولمبياد لندن 18 رياضيًا في 5 رياضات، من بينهم رياضيًتين في لعبتين. وكانت وجدان شهرخاني هي اللاعبة الأصغر عمرًا بين جميع من في البعثة بعمر 16 عامًا و185 يومًا. كاد الاتحاد الدولي للجودو أن يعكر صفو مشاركة وجدان عندما أعلن رئيسه أن القوانين لا تسمح بوضع الحجاب في هذه اللعبة (لدواعي السلامة)، ما هدد بانسحاب اللاعبة، ثم دخل في نقاشات صعبة مع اللجنة الاولمبية الدولية ونظيرتها السعودية قبل أن يتم الاتفاق على ارتداء وجدان لباسًا خاصًا على رأسها يشبه الذي تلبسه السباحات.

### ألعاب القوى
عدو
| الرياضيّ   | الحدث   | التمهيدي | التمهيدي | نصف النهائي | نصف النهائي | النهائي  | النهائي  |
| الرياضيّ   | الحدث   | النتيجة  | الترتيب  | النتيجة     | الترتيب     | النتيجة  | الترتيب  |
| --------- | ------- | -------- | -------- | ----------- | ----------- | -------- | -------- |
| سارة عطار | 800 متر | 2:44.95  | 8        | لم تتأهل    | لم تتأهل    | لم تتأهل | لم تتأهل |

### الجودو
| الرياضيّة      | الحدث         | دور الـ64                | دور الـ32     | دور الـ16     | ربع النهائي   | نصف النهائي   | الترضية 1     | الترضية 2     | النهائي       | النهائي  |
| الرياضيّة      | الحدث         | المنافس نتيجة            | المنافس نتيجة | المنافس نتيجة | المنافس نتيجة | المنافس نتيجة | المنافس نتيجة | المنافس نتيجة | المنافس نتيجة | ترتيب    |
| ------------- | ------------- | ------------------------ | ------------- | ------------- | ------------- | ------------- | ------------- | ------------- | ------------- | -------- |
| وجدان شهرخاني | أقل من 78 كلغ | خسرت 0000–0100 بورتوريكو | لم تتأهل      | لم تتأهل      | لم تتأهل      | لم تتأهل      | لم تتأهل      | لم تتأهل      | لم تتأهل      | لم تتأهل |

## إحصائيات

### اللاعبات
| م | الاسم         | الرياضة     | العمر عند أول مشاركة | الدورات | عدد الدورات |
| - | ------------- | ----------- | -------------------- | ------- | ----------- |
| 1 | سارة عطار     | ألعاب القوى | 19                   | 2012    | 1           |
| 2 | وجدان شهرخاني | الجودو      | 16                   | 2012    | 1           |

### الرياضات
| الرياضة         | عدد اللاعبات | الدورات | عدد الدورات |
| الرياضة         | عدد اللاعبات | 2012    | عدد الدورات |
| --------------- | ------------ | ------- | ----------- |
| الجودو          | 1            | √       | 1           |
| ألعاب قوى - عدو | 1            | √       | 1           |
| المجموع         | 2            | 1       | 1           |

### الدورات
| الدورة | عدد السيدات من السعودية | عدد السيدات من كل الدول | نسبة التمثيل النسائي السعودي | عدد الرجال من السعودية | نسبة التمثيل النسائي في البعثة السعودية |
| ------ | ----------------------- | ----------------------- | ---------------------------- | ---------------------- | --------------------------------------- |
| 2012   | 2                       | 4655                    | 0.00043%                     | 16                     | 11.11%                                  |